# Gretha Jünger
Gretha Jünger (geborene Lidy Toni Margarete Anni von Jeinsen, * 14. März 1906 in Hannover; † 20. November 1960  in Wilflingen) war eine deutsche Autorin und Ehefrau des Dichters Ernst Jünger.

## Leben
Die Autorin „entstammte einer verarmten Adelsfamilie vom Lande“ und wollte ursprünglich Schauspielerin werden; überliefert ist, dass sie in der Schülertheatergruppe ihres Gymnasiums an der Seite von Theo Lingen die Marthe aus Heinrich von Kleists Der zerbrochene Krug spielte. Von 1925 bis zu ihrem Tode 1960 war sie mit dem Schriftsteller Ernst Jünger (1895–1998) verheiratet; die Hochzeit fand am 3. August 1925 in der Thomaskirche in Leipzig statt. Aus der Ehe gingen die zwei Söhne Ernst (1926–1944) und Alexander (1934–1993) hervor.
Im Jahr 1949 erschien im Hamburger Verlag Hans Dulk ein Buch mit dem Titel Die Palette, das Tagebuchnotizen und Briefe aus der Zeit von 1936 bis 1946 enthält. 1955 erschien ihr autobiographischer Bericht Silhouetten im Verlag Günther Neske (Pfullingen), ein Band mit 29 Erzählungen. Als autobiographische Zeugnisse gelesen, geben die Bücher möglichen Aufschluss über Jüngers Lebensstationen seit den 20er Jahren.

## Kosenamen
In seinen Tagebüchern nennt Ernst Jünger seine Frau Gretha „Perpetua“. Sie selbst nannte ihren Mann – auch in Briefen gegenüber Dritten – „Gebieter“.

## Schriften
- Die Palette – Tagebuchblätter u. Briefe. Dulk, Hamburg 1949
- Silhouetten – Eigenwillige Betrachtungen. Ulber, Isernhagen 2005, ISBN 3-9810126-0-7 (stark gekürzte Neuauflage)